# 메트라
메트라(영어: Metra)는 미국 일리노이주 시카고와 그 근교에서 통근 철도를 운영하는 철도 사업자이다.

## 개요
일리노이주의 대중교통을 관리하는 일리노이 리저널 트랜스포테이션 아우토리티(영어: Illinois Regional Transportation Authority, IRTA) 중 통근열차를 담당하는 회사로 캘리포니아주의 6개의 군에 11개의 노선과 240개의 역을 보유하고 있다.
이 회사는 자동차가 대중화에 불구하고 미국의 교외 철도 기업 중 가장 이용객이 많은 회사이다. 평일 여객 수는 하루 평균 30만명 이상 수송하고 있다. 휴일의 경우 10만명 미만으로 적으나 2010년 기준으로 연간 수송량의 경우 8,100만명을 기록했다.

## 역사
1960년대 중반부터 후반에 걸쳐 시카고의 통근열차 사업이 쇠락하기 시작했다. 1970년대 중반에 철도 사업자는 경영을 유지하기 위해 최소한의 수익을 겨우 얻을 수 있으며 1920년대부터 사용된 오래된 차량 교체까지 겹치면서 전망이 불투명했다.
그래서 시카고 시는 1974년에 리저널 트랜스포테이션 아우토리티(영어: Regional Transportation Authority)를 설립했다. 처음엔 대중교통을 담당했고 중고 차량만 보유 했으나 1976년에 최초로 신형 디젤 기관차가 도입되었다.
1984년에 RTA의 철도 사업이 현재의 회사로 설립 되면서 모든 통근열차 노선을 인수했다. RTA는 현재 시카고의 대중교통인 메트라와 CTA 및 Pace 버스 재정 지원 및 운영 모니터링을 실시하고 있다.

### 철도역
메트라는 시카고 광역권 전역의 역을 통해 승객에게 서비스를 제공한다. 노선 또는 지점 종착역이 아닌 각 역은 시카고 시내에서 내행(inbound) 및 외행(outbound) 운행을 제공한다. 따라서 승객은 메트라 서비스를 이용하여 도시와 교외 사이 또는 교외의 두 지점 사이를 이동할 수 있다. 메트라의 통근 열차 시스템은 시카고 광역권 전체의 지점을 연결하도록 설계되었지만, 시카고 내에서는 일부 도시 내부의 연결을 제공한다.
메트로 열차는 시카고 시내의 4개역 중 하나에서 출발한다. 6개의 노선은 [ㅔ[유니언역 (시카고)|유니언역]]에서 출발한다. 3개의 유니언 퍼시픽 노선은 오길비 교통 센터에서 출발한다. 록 아일랜드 디스트릭트는 라살 스트리트역]]에서 출발한다. 메트라 일렉트릭 디스트릭트는 밀레니엄역에서 출발한다. 이 종착역은 시카고 루프에서 도보 거리에 있으므로, 메트라 승객은 시내에 도착하자마자 다른 메트라 노선으로 쉽게 갈아탈 수 있다. 메트라의 도시 중심 서비스는 도심에서 일하는 교외 통근자, 역방향 통근자, 여가 활동과 관광을 위해 시카고를 방문하는 사람들에게 여전히 인기가 많다.
역들은 시카고 광역권의 내부와 거의 동일한 지역인 쿡군, 듀페이지군, 케인군, 레이크군, 맥헨리군, 윌군을 포함한 시카고 전역에 있다. 유일하게 한 역만 위스콘신주 커노샤에 있다.

### 노선
Metra는 11개의 노선을 운영하고 있으며, 대부분 19세기 중반부터 시작되었다. 4개의 노선이 계약하에 운행되고 있다. BNSF 라인 서비스는 BNSF 철도에서 운영한다. 오길비 교통센터(구 노스웨스턴역)의 3개 노선은 유니언 퍼시픽 철도에서 운영한다. 나머지 7개 노선은 Metra의 운영 자회사 NIRC(북일리노이 지역 통근철도회사)가 운영하고 있다. 모든 노선의 내행 열차는 항상 시카고 종점까지 운행되지만, 많은 외행 열차는 각각의 노선의 종점까지 운행하지 않는다(예를 들어, 유니언 퍼시픽/노스웨스트선 대부분의 열차는 하버드까지 운행하지 않으며, 대신 크리스탈 레이크에서 종착다).

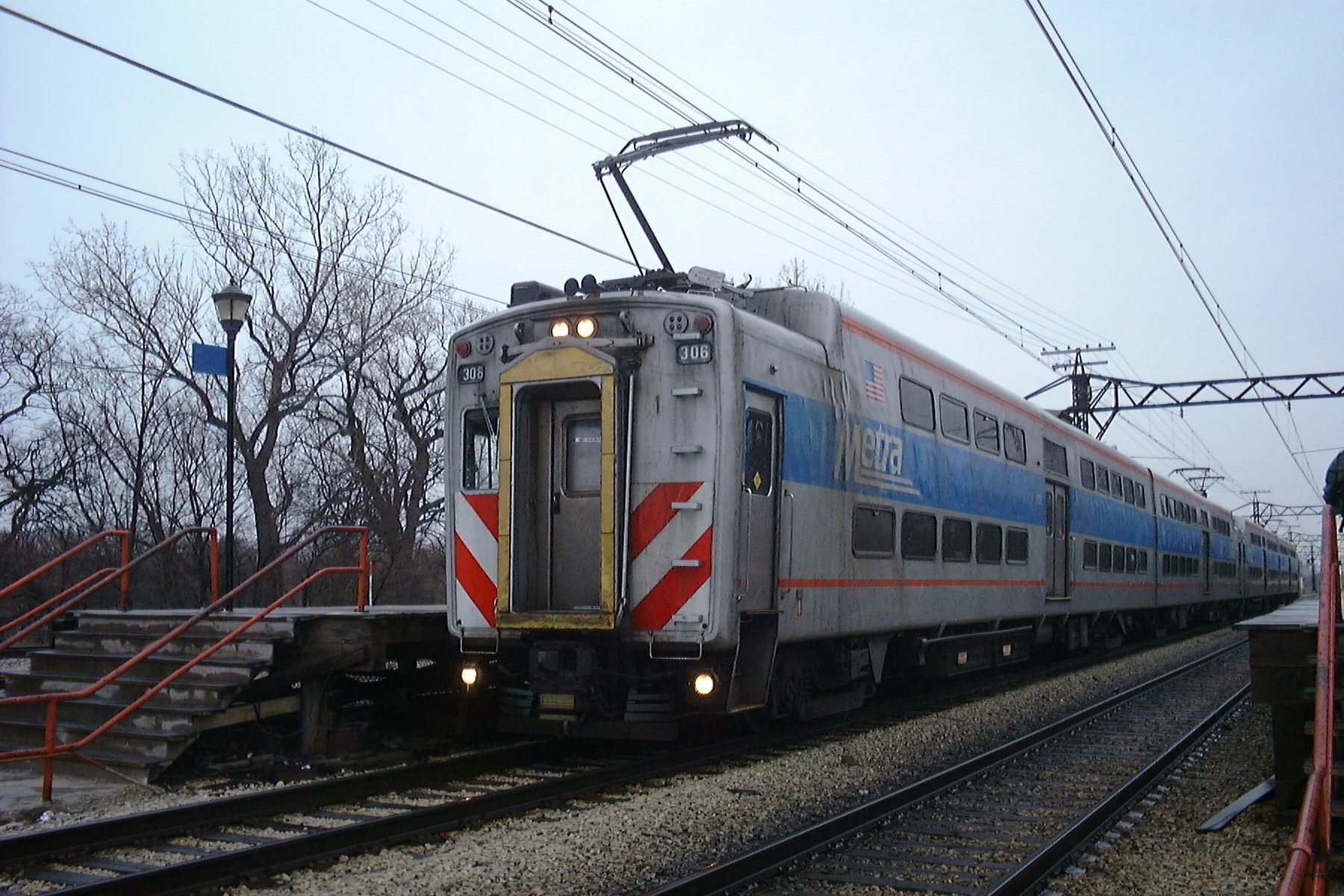
Metra Electric Highliners at 59th Street station.

#### 유니언역기점
- █ 밀워키 디스트릭트/노스선

밀워키 디스트릭트/노스선(Milwaukee District / North Line)은 유니언역에서 일리노이주 폭스레이크까지 49.5-마일 (79.7 km)의 노선이다. 이 노선은 2018-2019년 평일 평균 22,100명의 승객이 이용했다.
- █ 밀워키 디스트릭트/웨스트선

밀워키 디스트릭트/웨스트 라인(Milwakey District/West Line)은 일리노이주 엘진의 유니언역에서 빅팀버 로드까지 39.8-마일 (64.1 km)의 노선으로 주말과 공휴일에는 엘진 시내에서 종착한다. 이 노선은 2018-2019년 평일 평균 20,600명의 승객이 이용했다.
- █ 노스 센트럴 서비스

노스 센트럴 서비스(North Central Service)는 유니언역에서 일리노이주 안티오크까지 52.8-마일 (85.0 km)의 경로이다. 2018-2019년에는 평균 5,600일 승객이 이용했다. 주말이나 공휴일에는 운행하지 않는다.
- █ BNSF 철도

BNSF 철도(BNSF Railway)는 메트라의 가장 혼잡한 노선이다. 이 37.5-마일 (60.4 km)의 노선은 유니언역에서 일리노이주 오로라까지 운행된다. 2018-2019년에는 평일 평균 63,000명의 승객이 이용했다.
- █ 헤리티지 코리더

메트라에서 가장 이용객이 적은 노선인 헤리티지 코리더(Heritage Corridor)는 37.2-마일 (59.9 km)의 노선으로 출퇴근 시간에만 일리노이주 졸리엣까지 운행된다. 평일 평균 2,600명의 승객이 이용했다.
- █ 사우스웨스트 서비스

사우스웨스트 서비스(SouthWest Service)는 유니언역에서 일리노이주 맨해튼까지 40.8-마일 (65.7 km) 이어진 노선으로 대부분의 열차가 올랜드 파크에서 종착한다. 2018-2019년에는 주 평균 9,600명의 승객들이 이용했다. 일요일과 공휴일에는 운행하지 않는다.

#### 오길비 트랜스포테이션 센터역기점
- █ 유니언 퍼시픽/노스선

일리노이주 외부로 나가는 유일한 메트라 노선인 유니언 퍼시픽/노스선(Union Pacific / North Line)은 오길비 교통센터에서 위스콘신주 커노샤까지 51.6-마일 (83.0 km) 이어지며, 대부분의 열차는 일리노이주 워키건에서 종착한다. 이 노선은 2018-2019년 평일에 평균 34,600명의 승객이 이용했다.
- █ 유니언 퍼시픽/노스웨스트선

가장 긴 메트라 노선인 유니언 퍼시픽/노스웨스트선(Union Pacific Northwest)은 오길비 교통센터에서 일리노이주 하버드까지 70.5-마일 (113.5 km)가량 이어진 노선으로, 대부분의 열차가 크리스털레이크에서 종착한다. 공휴일을 제외한 평일에는 핑리 로드에서 맥헨리까지 7.59-마일 (12.21 km)의 지선이 운행된다. 이 노선은 2018~2019년 평일 평균 40,100명이 이용했다.
- █ 유니언 퍼시픽/웨스트선

유니언 퍼시픽/웨스트선(Union Pacific West)은 일리노이주 오길비 교통센터에서 엘번까지 운행하는 43.6-마일 (70.2 km)의 노선이다. 이 노선은 2018~2019년에 평일 평균 27,900명이 이용했다.

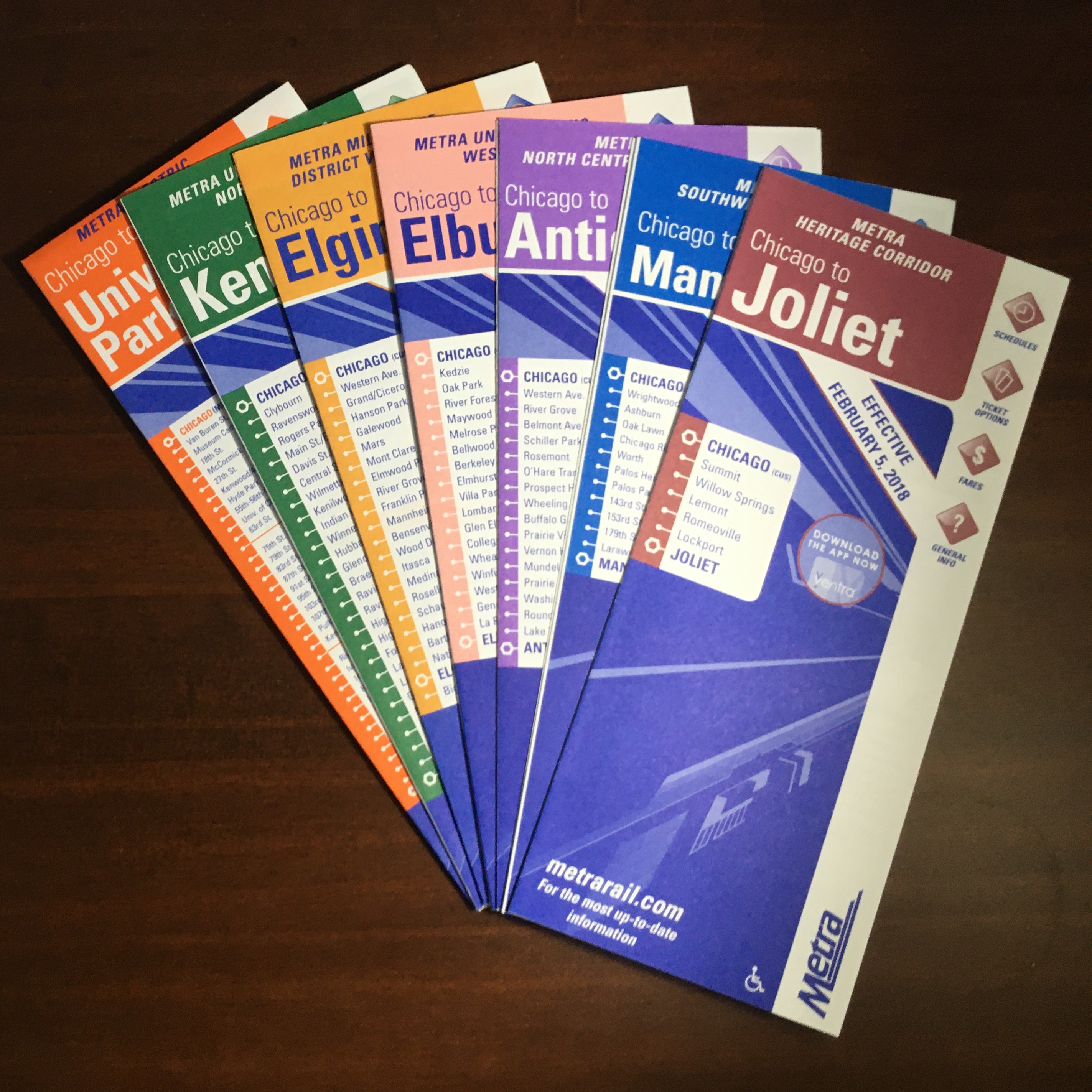
Various timetables (2018-19)

#### 밀레니엄역기점
- █ 메트라 일렉트릭 디스트릭트

가장 짧은 메트라 노선인 메트라 일렉트릭 디스트릭트는 밀레니엄역에서 유니버시티 파크까지 31.5-마일 (50.7 km)에 달하는 노선으로 블루 아일랜드와 사우스 시카고를 운행한다. 이 노선은 2018-2019년에 평일 평균 28,100명의 승객이 이용했다.

#### 라살 스트리트역기점
- █ 록 아일랜드 디스트릭트

록 아일랜드 디스트릭트는 남서부과 남쪽 교외지역으로 46.6-마일 (75.0 km)가량 이어져 있는 노선이다. 이 노선은 라살 스트리트역에서 졸리엣까지 이어지며 2개 지선에 26개의 역이 있다. 일부 열차는 local track로 분기하여 블루 아일랜드의 버몬트 St/블루 아일랜드역에서 종착gks다. 2018-2019년에 일일 평균 26,900명의 승객이 이용했다.

## 보유 차량

### 디젤 기관차
| 번호                | 모델      | 도입                  | 비고 |
| ------------------- | --------- | --------------------- | --- |
| 2                   | SW1       | 1946년                | 원래 일리노이 센트럴 철도가 소유했지만 나중에 록아일랜드 철도에 매각되었다. #2는 MU Car coupler로 수정되었다. 이는 메트라 일렉트릭 차량에서 적절한 휠 프로필을 유지하기 위해 47번가의 메트라 일렉트릭에서 블루 아일랜드 휠하우스(Blue Island wheelhouse)로 차량을 이송하는 데 사용된다. |
| 3                   | SW1200    |                       | 원래의 밀워키 로드(Milwaukee Road) |
| 4 ~ 9               | SW1500    |                       | |
| 97 ~ 99             | F59PH     | 1988년                | 97-99 구AMT. 2015년에 도입되었다. "라이트닝 볼트(lightning bolt)" 배색으로 도색되었다. |
| 100 ~ 149, 215, 216 | F40PH-3   | 1976년부터 1981년까지 | 100-149는 2008-2012년 -3 규격으로 개조되었으며 100은 2017년 9월 14일부터 2018년 중반까지 RTA 랩으로 다시 도색되었다. 174-184는 2016-2017년 -3 규격으로, 173은 2018년 -3 규격으로 개조되어 난파된 F40PHM-2 #205를 대체했다. 215-216은 2009년 테네시 중앙 철도 박물관에서 메트라에 판매되었고 운행 전에 프로그레스 레일(Progress Rail)에서 개조되었다. 215호는 2018년 12월 3일 큰 화재를 겪었고, 이후로 다시 복구하지 않고 있다. 2016년에 메트라에 판매된 구 버지니아 레일웨이 익스프레스 기관차인 217호 기관차는 F40PH-3로 다시 제작되었으며 "라이트닝 볼트" 배색으로 도색되었다. |
| 150 ~ 184           | F40PH-2   | 1979년부터 1989년까지 | |
| 185 ~ 214           | F40PHM-2  | 1991년부터 1992년까지 | |
| 401 ~ 427           | MP36PH-3C | 2003년부터 2004년까지 | 2015년부터 MP36PH-3S에서 417로 전환. 일리노이주 도색이 된 402호 기관차. 밀워키 로드 시절 도색이 된 405호 기관차. 425호 기관차는 돈 오르세노(Don Orseno)라는 이름으로 구 록아일랜드 시절 도색을 하였다. |
| 611, 614            | F40C      | 1974년                | 611과 614는 2003년과 2004년에 퇴역했다. 2005년 1월, 당시 신형 MP36PH-3S 기관차 일부가 소프트웨어 문제로 운행이 중단되면서 다시 운행에 들어갔다. F40PH 개조사업으로 611은 2009년 3월에, 614는 2009년 4월에 운행을 재개했다. 두 기관차는 2012년 중반까지 운행되었다. 611과 614는 웨스턴 애비뉴 차량사업소에 남아 있으며 다시 운행할 계획은 없다. |

## 사진

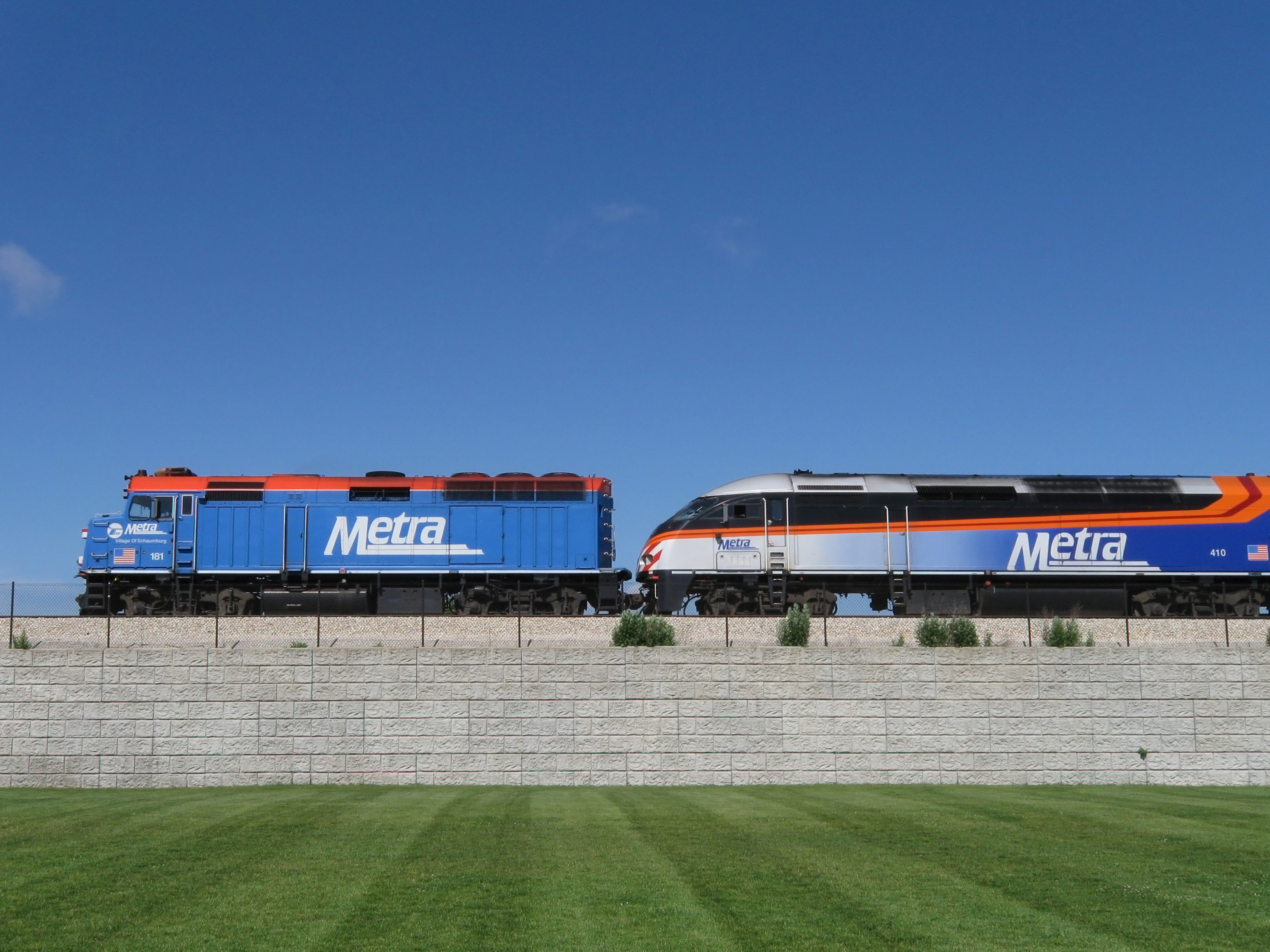
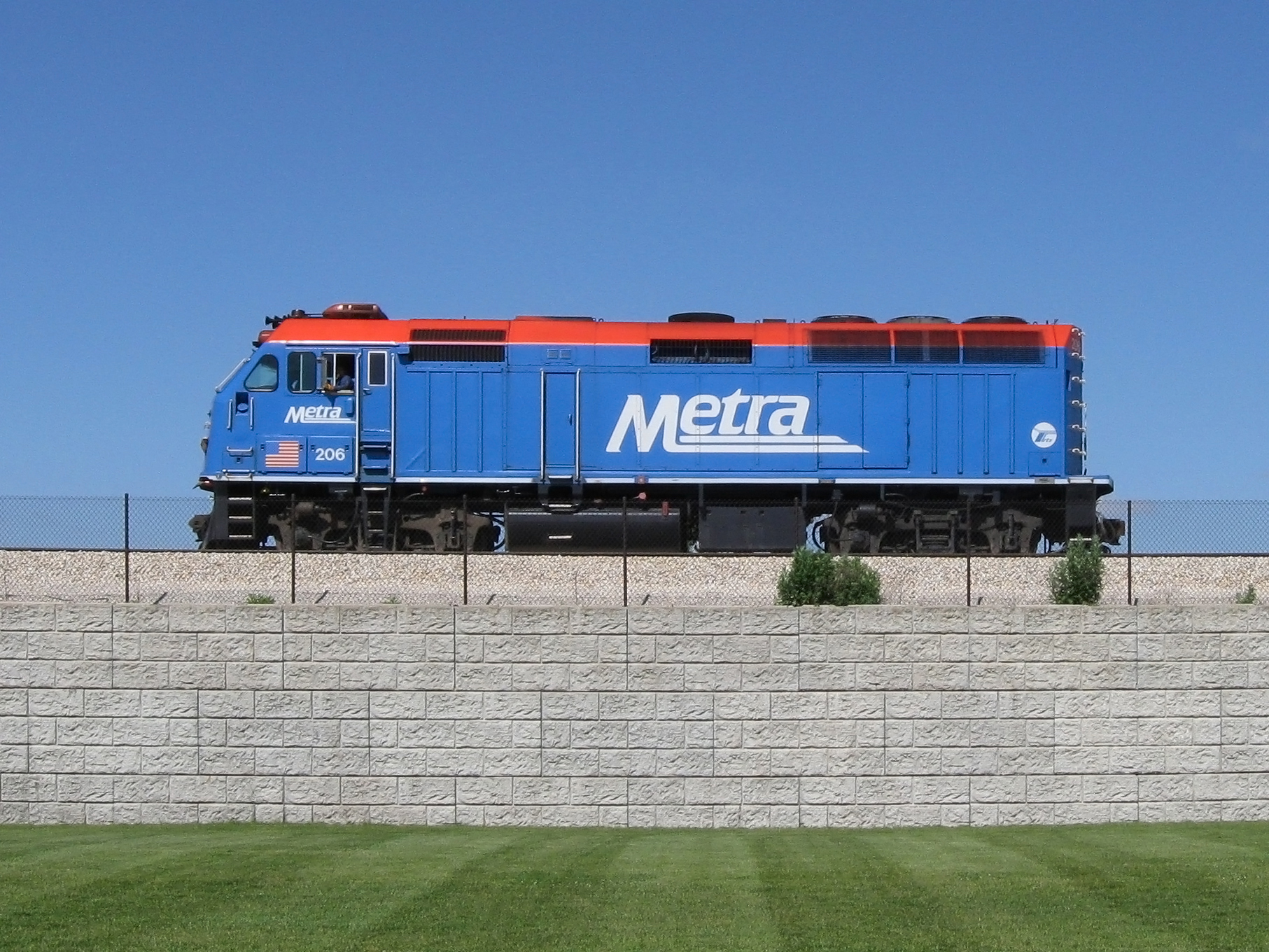
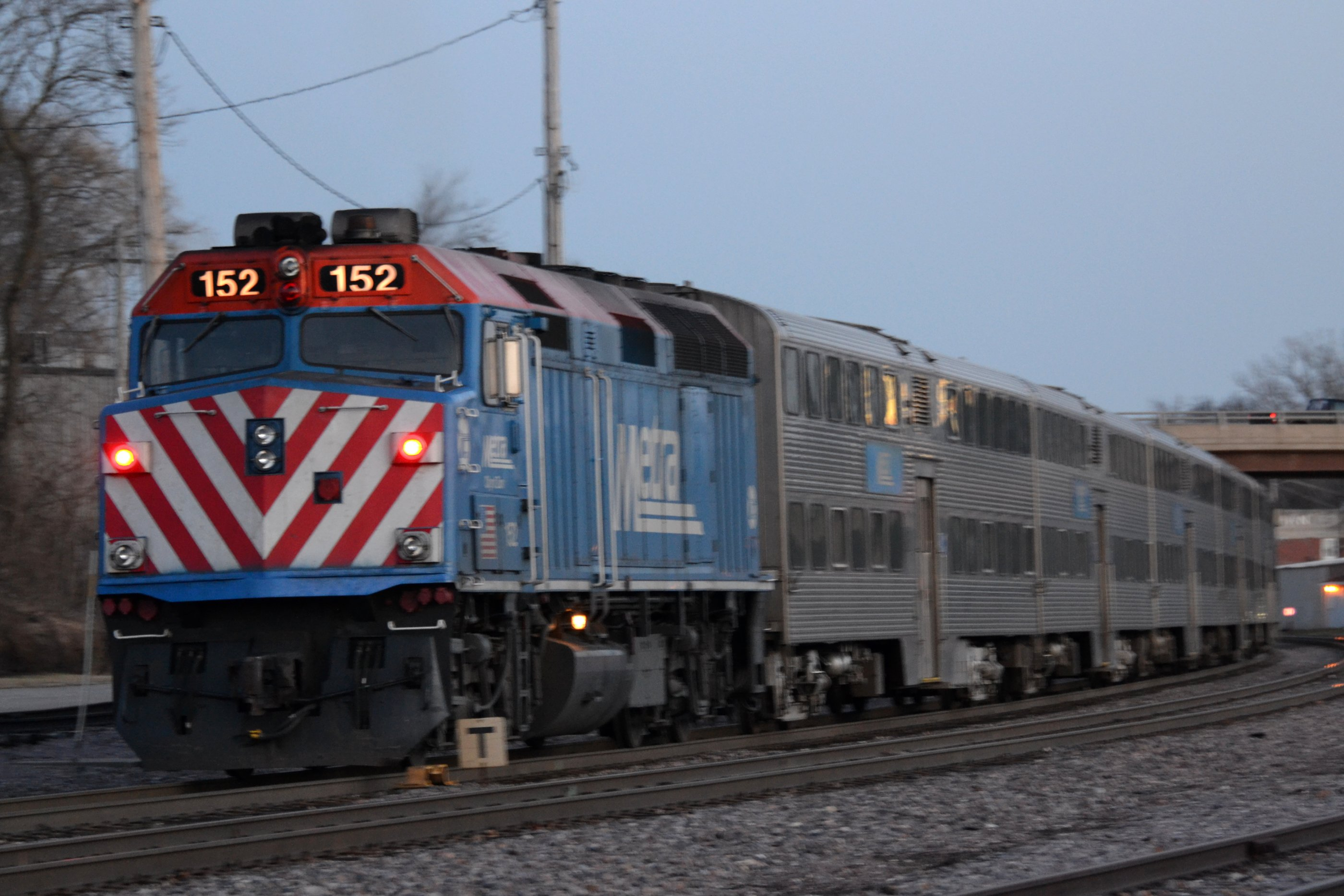
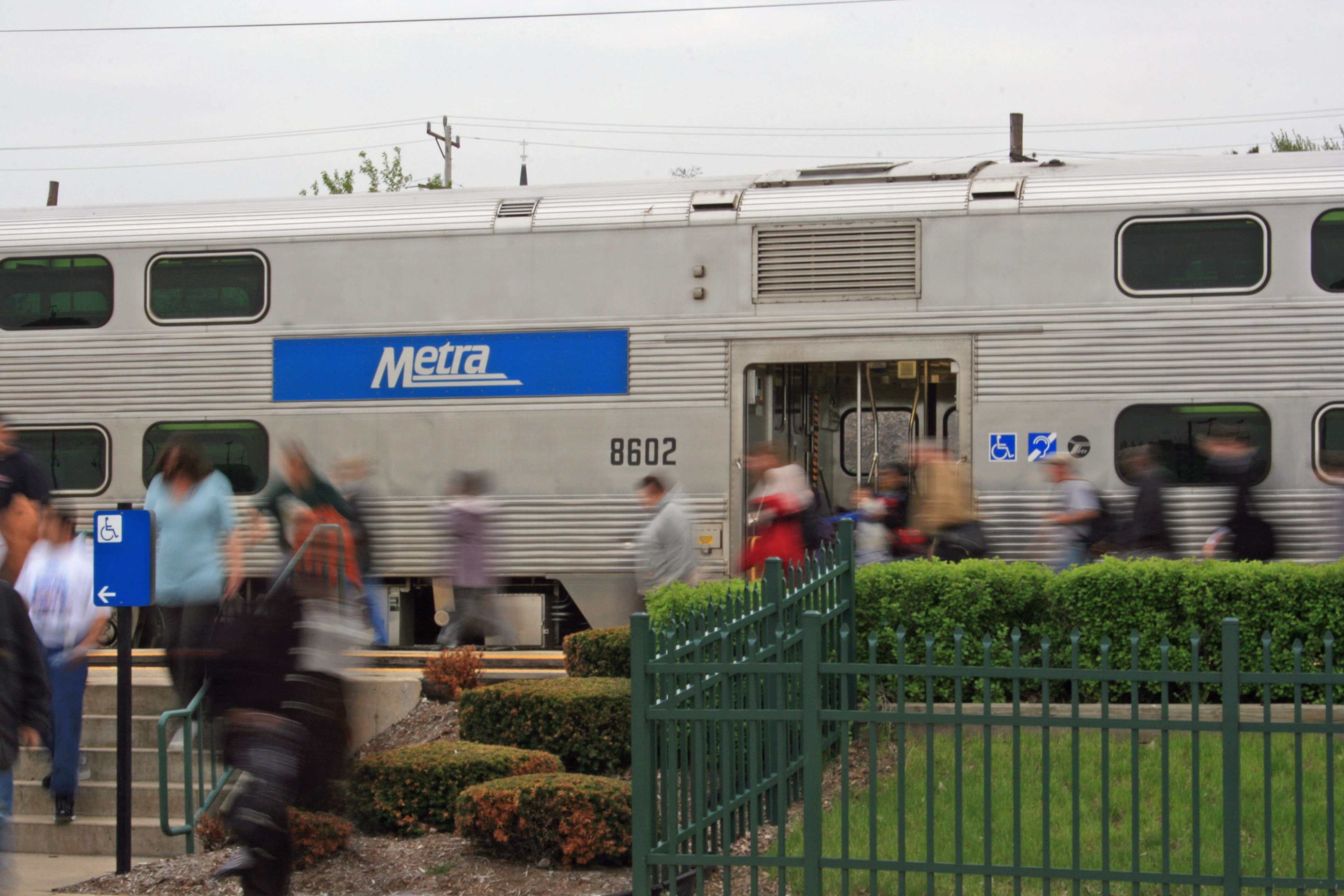
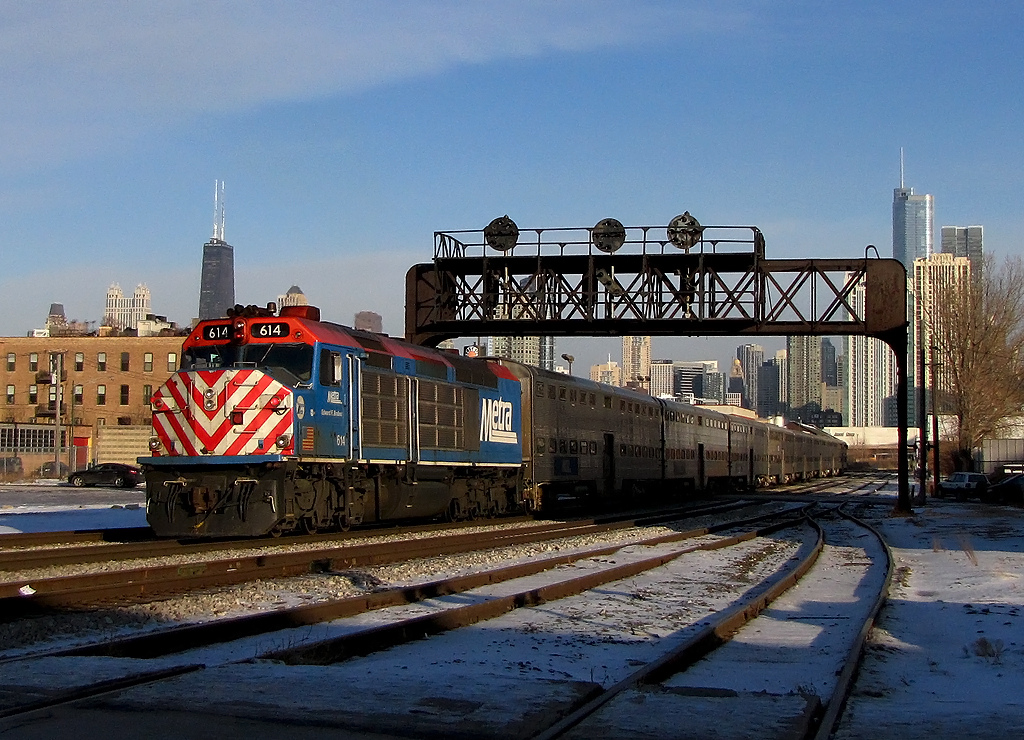
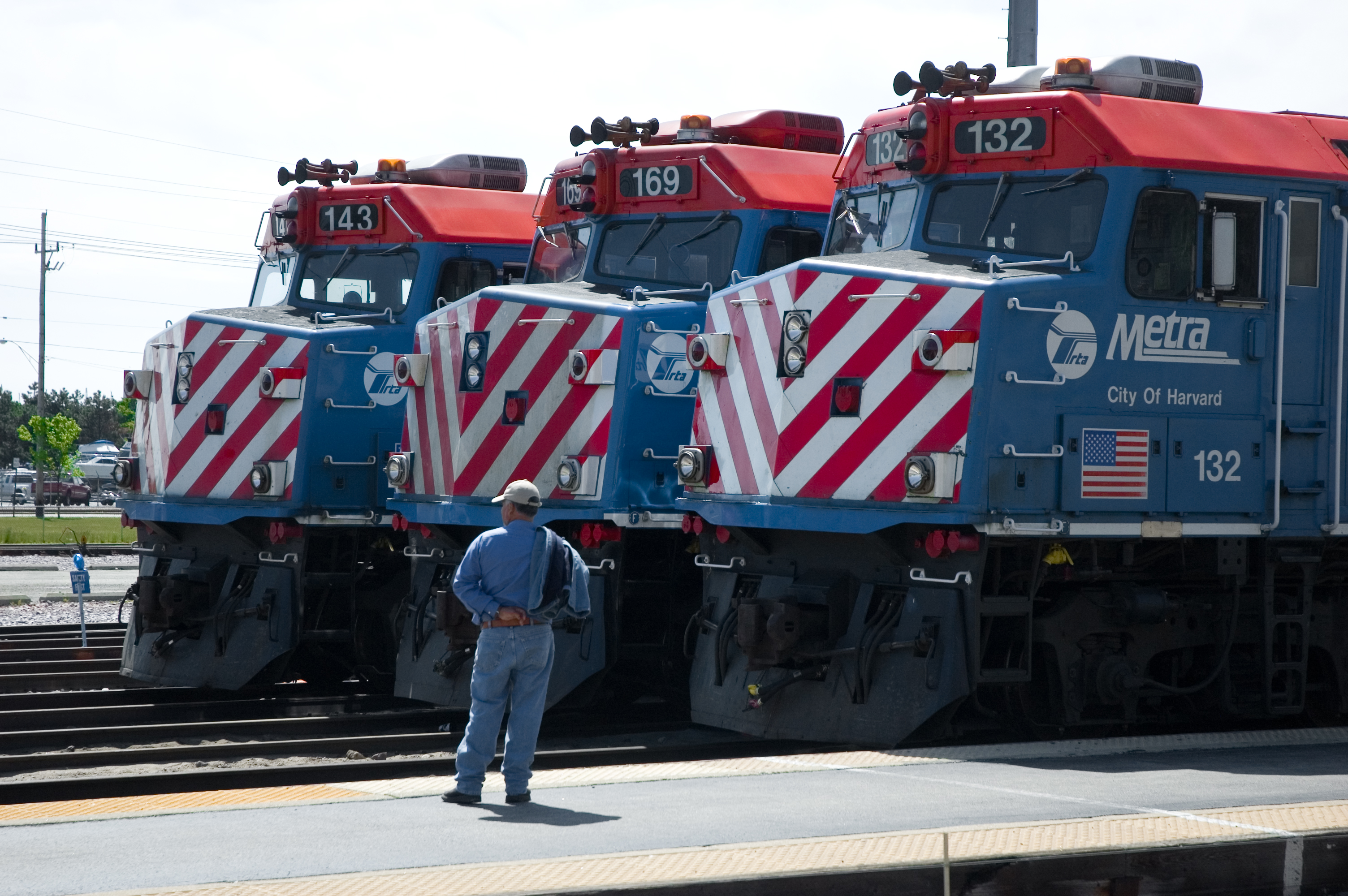
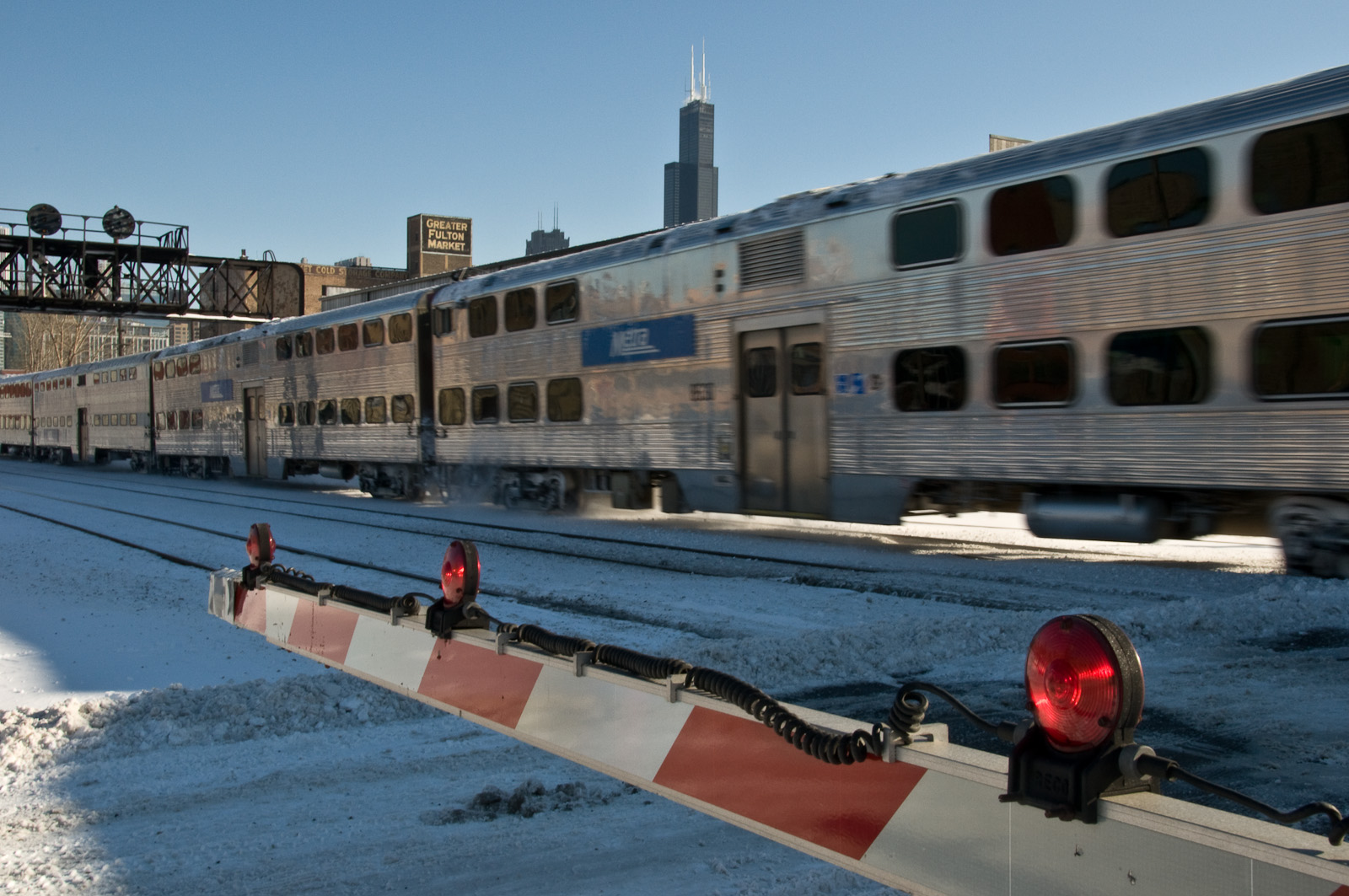
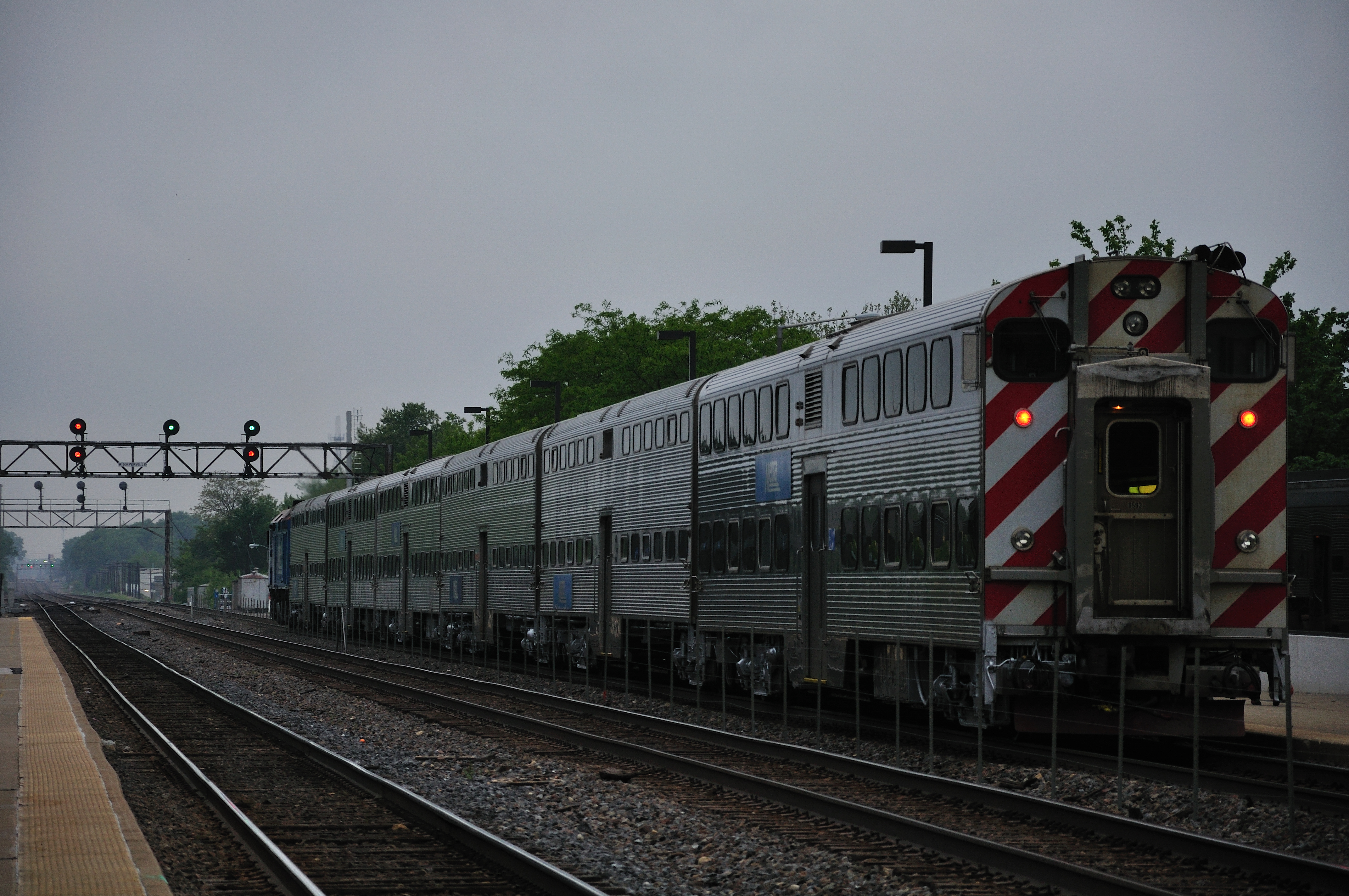
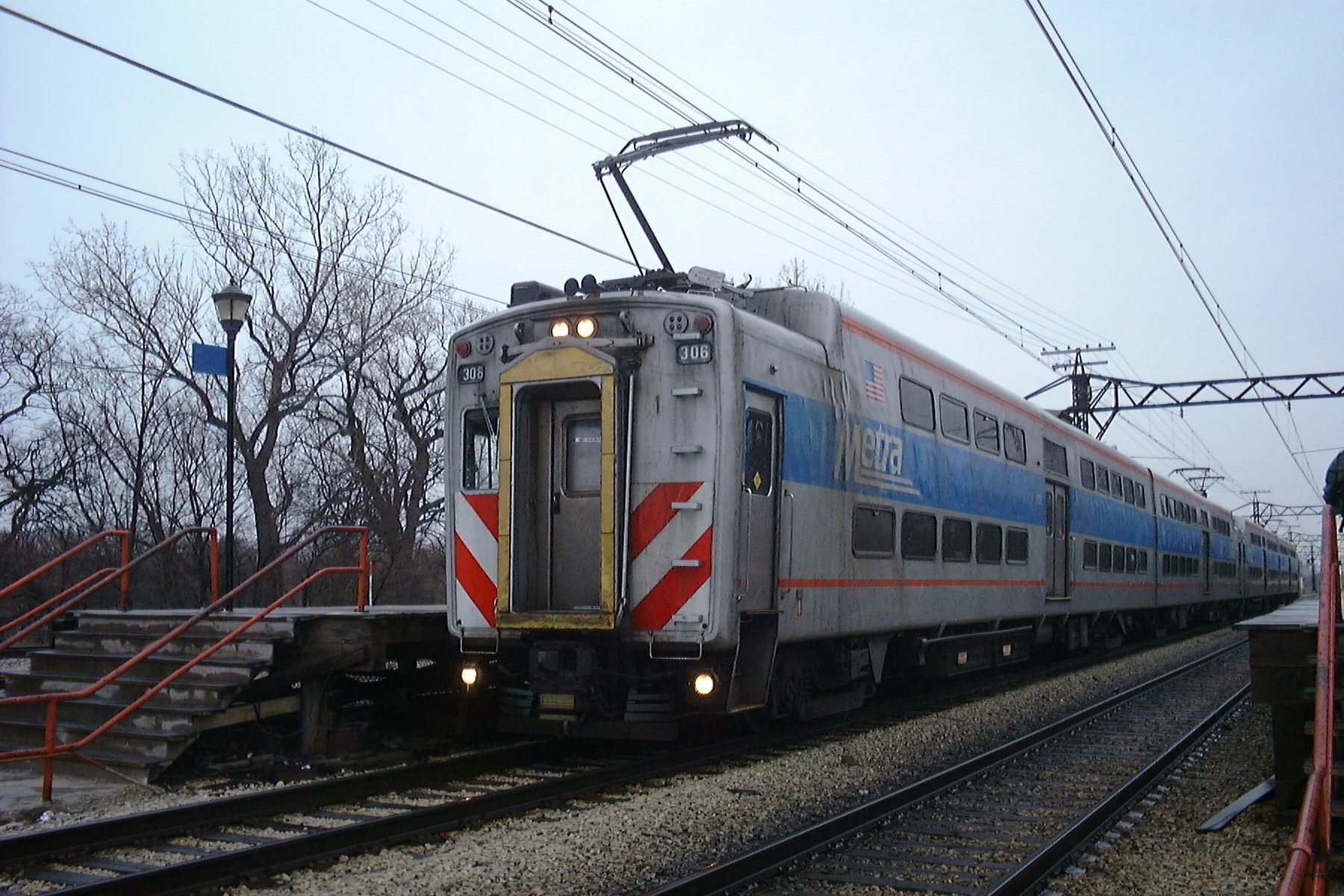

### 전기 기관차
| 번호        | 유형    | 도입   | 제조          |
| ----------- | ------- | ------ | ------------- |
| 1201 ~ 1226 | MU 코치 | 2005년 | 닛폰차량제조  |
| 1227 ~ 1238 | MU 코치 | 2012년 | 스미토모 그룹 |
| 1239 ~ 1279 | MU 코치 | 2013년 | 스미토모 그룹 |
| 1280 ~ 1386 | MU 코치 | 2012년 | 스미토모 그룹 |

### 객차
| 번호                   | 유형    | 도입                                        | 제조               |
| ---------------------- | ------- | ------------------------------------------- | ------------------ |
| 740 ~ 820, 7100 ~ 7121 | 코치    | 1950년부터 1973년까지 1977년부터 1978년까지 | 버드               |
| 6001 ~ 6194            | 코치    | 2002년부터 2005년까지                       | 닛폰차량제조       |
| 7200 ~ 7382            | 코치    | 1961년부터 1980년까지                       | 버드               |
| 7400 ~ 7497            | 코치    | 1996년부터 1998년까지                       | 알스톰             |
| 8200 ~ 8238            | 코치/캡 | 1961년부터 1974년까지                       | 버드               |
| 8239 ~ 8275            | 코치/캡 | 1978년부터 1980년까지                       | 버드               |
| 8400 ~ 8478            | 코치/캡 | 1994년부터 1998년까지                       | 모리슨 넛센/알스톰 |
| 8501 ~ 8608            | 코치/캡 | 2002년부터 2005년까지                       | 닛폰차량제조       |
| 7700 ~ 7866            | 코치    | 1960년부터 1970년까지                       | 풀먼               |

### 코치
| 번호 | 유형           | 도입   | 제조 |
| ---- | -------------- | ------ | ---- |
| 553  | 개인 소유 차량 | 1949년 | ACF  |

## 같이 보기
- 시카고 교통국